# Puig de Portes
El Puig de Portes és una muntanya de 267 metres que es troba entre els municipis d'Olèrdola, a la comarca de l'Alt Penedès i d'Olivella, a la comarca del Garraf.